# Ловля золотых рыбок
«Ловля золотых рыбок» (фр. La Pêche aux poissons rouges, 1895) — немой документальный короткометражный фильм; один из первых фильмов, снятых братьями Люмьер.

## Сюжет
В фильме показано, как Огюст Люмьер держит свою маленькую дочь возле аквариума в форме чаши и ребёнок пытается поймать плавающих в аквариуме рыбок.

## Интересные факты
- Фильм был показан третьим на знаменитом первом платном люмьеровском киносеансе из десяти фильмов в Париже в подвале «Гран-кафе» на бульваре Капуцинок 28 декабря 1895 года[1][2].